# Fletcher Henderson
Fletcher Henderson (18. prosince 1897 Cuthbert, Georgie – 29. prosince 1952 New York City, New York) byl americký jazzový klavírista, hudební skladatel a aranžér. Měl velký vliv na vývoj swingové hudby. Jeho mladší bratr Horace Henderson byl rovněž klavíristou. Poté, co se přestěhoval do New Yorku začal nahrávat pro různá vydavatelství, jako byly například Vocalion Records, Columbia Records a Paramount Records. Během existence jeho orchestru se v něm vystřídala řada hudebníků, mezi které patří Rex Stewart, Coleman Hawkins, Roy Eldridge nebo Benny Carter. Roku 1950 utrpěl mozkovou mrtvici, kvůli které musel ukončit kariéru a v roce 1952 zemřel.